# شوماگیر
شوماگیر (به انگلیسی: Shumagir) یک منطقه مسکونی در جمهوری آذربایجان است که در شهرستان خاچماز واقع شده است.